# Sigered
|  | Per a altres significats, vegeu «Sigered de Kent». |

Sigered va ser el darrer rei d'Essex, des del 798 fins al 825. Va heretar el títol de rei del seu pare, Sigeric, però el govern efectiu feia temps que depenia dels monarques de Mèrcia. El 812 Coenwulf de Mèrcia va decidir deixar més clara la relació de vassallatge emprant el títol de duc per referir-se a ell. L'any 825 Sigered va cedir el govern d'Essex a Egbert.